# Lampaanjärvi
Lampaanjärvi är en sjö i Finland. Den ligger i kommunerna Pielavesi och Idensalmi i landskapet Norra Savolax, i den centrala delen av landet, 400 km norr om huvudstaden Helsingfors. Lampaanjärvi ligger 128,3 meter över havet. Den är 15 meter djup. Arean är 15,49 kvadratkilometer och strandlinjen är 82,31 kilometer lång. Sjön  ingår i Kymmene älvs huvudavrinningsområde.   Den sträcker sig 10,4 kilometer i nord-sydlig riktning, och 4,4 kilometer i öst-västlig riktning.
I övrigt finns följande i Lampaanjärvi:
- Liisanluodot (en ö)
- Liisansaari (en ö)
- Kalliosaari (en ö)
- Laidinsaari (en ö)
- Murokassaari (en ö)
- Korpisaari (en ö)
- Hoikansaari (en ö)
- Ilkonsaari (en ö)
- Jäntinsaari (en ö)
- Murtosaaret (en ö)
- Kurjensaari (en ö)
- Sipolansaari (en ö)
- Pöngänsaari (en ö)
- Mustikkasaari (en ö)
- Ullakonluodot (en ö)
- Selkäsaari (en ö)
- Moukka (en ö)
- Kalma (en ö)
- Ryyttä (en ö)
- Hiidensaari (en ö)
- Niittysaari (en ö)
- Näresaaret (en ö)
- Särkisaari (en ö)
- Haikonsaaret (en ö)
- Kumpusaari (en ö)
- Kotasaari (en ö)

I övrigt finns följande vid Lampaanjärvi:
- Mäkijärvenpuro (ett vattendrag)